# Timosina beta-4
La timosina beta-4 es una proteína que en humanos está codificada por el gen TMSB4X. El INN (nombre internacional no propietario) recomendado para la timosina beta-4 es "timbetasina", publicado por la Organización Mundial de la Salud (OMS).

## Estructura
La proteína consiste (en humanos) de 43 aminoácidos (secuencia: SDKPDMAEI EKFDKSKLKK TETQEKNPLP SKETIEQEKQ AGES) y tiene un peso molecular de 4921 g/mol. 

Que corresponde en la nomenclatura de tres letras a:

SerAspLysProAspMetAlaGluIle GluLysPheAspLysSerLysLeuLysLysThrGluThrGlnGluLysAsnProLeuPro 
SerLysGluThrIleGluGlnGluLysGln AlaGlnGluSer
La timosina-β4 es un componente celular importante en muchos tejidos. Su concentración intracelular puede llegar hasta 0,5 mM. Después de la timosina α1, β4 fue el segundo de los péptidos biológicamente activos de la timosina fracción 5 para ser completamente secuenciado y sintetizado.

## Función
El gen Timosina β4., codifica esta proteína secuestradora de actina que actúa en la regulación de la polimerización de actina. La proteína también está involucrada en la proliferación celular, la migración y la diferenciación. Este gen escapa a la inactivación del cromosoma X y tiene un homólogo en el cromosoma Y (TMSB4Y).

### Actividades biológicas de la timosina β4.
Para cualquier concepto del papel biológico de la timosina β4 debe tenerse en cuenta que la eliminación total del gen de la timosina β4 en el ratón permite el desarrollo embrionario aparentemente normal de ratones fértiles en la etapa adulta.

#### Unión de actina
La timosina β4 se describió inicialmente como una hormona tímica. Sin embargo, esto cambió cuando se descubrió que forma un complejo 1: 1 con actina-G (globular) y está presente en una concentración alta en una amplia gama de tipos de células de mamíferos. Cuando es necesario, los monómeros de actina-G se polimerizan para formar actina-F (filamentosa) que, junto con otras proteínas que se unen a actina, conforman microfilamentos celulares. La formación del complejo de G-actina con timosina β4 secuestra el monómero y se opone a la polimerización. 
Debido a su abundancia en el citosol y su capacidad para unirse a la actina-G pero no a la actina-F, la timosina β4 se considera la principal proteína secuestradora de actina en muchos tipos de células. La timosina β4 funciona como un tampón para la actina monomérica como se muestra en la siguiente reacción:
F-actina ↔ G-actina + timosina β4 ↔ G-actina / timosina β4
La liberación de monómeros de actina-G de la timosina β4 se produce como parte del mecanismo que impulsa la polimerización de la actina en la función normal del citoesqueleto para la morfología celular y la motilidad celular. 
La secuencia LKKTET, que comienza en el residuo 17 de la secuencia de 43 aminoácidos de la timosina β4, y está altamente conservadas en todas las β-timosinas, junto con una secuencia similar en los dominios WH2, se denomina con frecuencia "el motivo de unión a actina" de estas proteínas, aunque el modelado basado en la cristalografía de rayos X ha demostrado que esencialmente la longitud total de la secuencia de la timosina β4 interactúa con la actina en el complejo actina-timosina.

#### "Pluriempleo"
Además de su papel intracelular como la principal molécula secuestradora de actina en células de muchos animales multicelulares, la timosina β4 exhibe un rango de efectos notablemente diverso cuando está presente en el líquido que rodea a las células de tejido animal. En conjunto, estos efectos sugieren que la timosina tiene un papel general en la regeneración de tejidos. Esto ha sugerido una batería de posibles aplicaciones terapéuticas, y en este momento existen varias aplicaciones que se han extendido a modelos animales y ensayos clínicos en humanos. 
Se considera poco probable que la timosina β4 ejerza todos estos efectos a través del secuestro intracelular de G-actina. Esto requeriría su captación por las células y, además, en la mayoría de los casos las células afectadas ya tienen concentraciones intracelulares sustanciales. 
Las diversas actividades relacionadas con la reparación de tejidos pueden depender de interacciones con receptores bastante diferentes a la actina y que poseen dominios de unión a ligandos extracelulares. Dicha multitarea, o "promiscuidad de pareja" de las proteínas, se ha denominado pluriempleo proteico. Las proteínas como las timosinas, que carecen de una estructura plegada estable en solución acuosa, se conocen como proteínas intrínsecamente desestructuradas (IUP, por sus siglas en inglés). Debido a que las IUP adquieren estructuras plegadas específicas solo al unirse a sus proteínas asociadas, ofrecen un mayor rango de posibilidades para la interacción con múltiples parejas. Un receptor extracelular de alta afinidad candidato para la timosina β4 es la subunidad β de la ATP sintasa localizada en la superficie celular, lo que permitiría que la timosina extracelular señalice a través de un receptor purinérgico.
Algunas de las múltiples actividades de la timosina β4 no relacionadas con la actina pueden estar mediadas por un tetrapéptido escindido enzimáticamente de su extremo N-terminal, el N-acetil-Ser-Asp-Lys-Pro, que tiene el nombre comercial de Seraspenide o Goralatide. Es conocido por ser un inhibidor de la proliferación de células madre hematopoyéticas (precursoras de células sanguíneas) de la médula ósea. 

##### Regeneración de tejidos
Trabajos con cultivos celulares y experimentos con animales han demostrado que la administración de timosina β4 puede promover la migración de células, la formación de vasos sanguíneos, la maduración de células madre, la supervivencia de diversos tipos de células y la disminución de la producción de citoquinas proinflamatorias. Todas estas propiedades han propiciado que se emplee la timosina β4 en ensayos clínicos para comprobar su efectividad potencial para promover la reparación de heridas en la piel, la córnea y el corazón.
Estas propiedades de regeneración tisular de la timosina β4 pueden contribuir en última instancia a la reparación del músculo cardíaco humano dañado por una enfermedad cardíaca o un ataque cardíaco. En ratones, se ha demostrado que la administración de timosina β4 estimula la formación de nuevas células de músculo cardíaco a partir de células precursoras presentes en el revestimiento externo de corazones adultos, que suelen estar inactivas, para inducir la migración de estas células hacia el músculo cardíaco,y formando también nuevos vasos sanguíneos dentro del músculo.

##### Papel antiinflamatorio del sulfóxido.
En 1999, investigadores en la Universidad de Glasgow encontraron que un derivado oxidado de la timosina β4 (el sulfóxido, en el que se agrega un átomo de oxígeno a la metionina cerca del extremo N-terminal) tenía efectos potencialmente antiinflamatorios sobre neutrófilos. Promovía la dispersión de neutrófilos desde un foco, inhibía su respuesta a un péptido pequeño (F-Met-Leu-Phe) que los atraía a sitios de infección bacteriana y reducía su adhesión a células endoteliales (la adhesión a células endoteliales de las paredes de los vasos sanguíneos es un requisito previo para que estas células salgan del torrente sanguíneo e invadan el tejido infectado). El posible papel antiinflamatorio del sulfóxido β4 se apoya en el hallazgo de que contrarrestaba  la inflamación inducida artificialmente en ratones. 
Este mismo grupo había identificado primero el sulfóxido de timosina como un factor activo en el medio de cultivo de las células que respondían al tratamiento con una hormona esteroide, lo que sugiere que su formación podría formar parte del mecanismo por el cual los esteroides ejercen efectos antiinflamatorios. La timosina β4 extracelular se oxida fácilmente al sulfóxido in vivo en focos de inflamación por el estallido respiratorio.

##### Deoxinucleotidil transferasa terminal
La timosina β4 induce la actividad de la enzima desoxinucleotidil transferasa terminal en poblaciones de timocitos (linfocitos derivados del timo). Esto sugiere que el péptido puede contribuir a la maduración de estas células.

## Significación clínica
La timosina β4 ha sido estudiada en varios ensayos clínicos.
En los ensayos de fase 2 con pacientes con úlceras por presión, úlceras por presión venosa y epidermólisis ampollosa, la timosina β4 aceleró la tasa de reparación. También se encontró que era segura y que se toleraba apropiadamente.
En ensayos clínicos en humanos, la timosina β4 mejoró las condiciones del ojo seco y la queratopatía neurotrófica con efectos que duraron mucho después del final del tratamiento.

## Dopaje en deporte
La timosina β4 fue utilizada supuestamente por algunos jugadores de fútbol australiano y está siendo investigada por la Autoridad Australiana de Deportes Antidopaje por infracciones antidopaje.
El 30 de marzo de 2015, el tribunal antidopaje de la Liga Australiana de Fútbol autorizó inicialmente a los jugadores del Essendon Football Club por el uso de la timosina β4, sin embargo, tras una apelación de la Agencia Mundial Antidopaje, se anuló el 12 de enero de 2016.

## Interacciones
Se ha demostrado que TMSB4X interactúa con ACTA1 y ACTG1.

## Otras lecturas
- Huff T, Müller CS, Otto AM, Netzker R, Hannappel E (Mar 2001). «beta-Thymosins, small acidic peptides with multiple functions». The International Journal of Biochemistry & Cell Biology 33 (3): 205-20. PMID 11311852. doi:10.1016/S1357-2725(00)00087-X.
- Bubb MR (2003). «Thymosin beta 4 interactions». Vitamins and Hormones. Vitamins & Hormones 66. pp. 297-316. ISBN 9780127098661. PMID 12852258. doi:10.1016/S0083-6729(03)01008-2.
- Goldschmidt-Clermont PJ, Furman MI, Wachsstock D, Safer D, Nachmias VT, Pollard TD (Sep 1992). «The control of actin nucleotide exchange by thymosin beta 4 and profilin. A potential regulatory mechanism for actin polymerization in cells». Molecular Biology of the Cell 3 (9): 1015-24. PMC 275662. PMID 1330091. doi:10.1091/mbc.3.9.1015.
- Sanders MC, Goldstein AL, Wang YL (May 1992). «Thymosin beta 4 (Fx peptide) is a potent regulator of actin polymerization in living cells». Proceedings of the National Academy of Sciences of the United States of America 89 (10): 4678-82. Bibcode:1992PNAS...89.4678S. PMC 49146. PMID 1584803. doi:10.1073/pnas.89.10.4678.
- Safer D, Elzinga M, Nachmias VT (Mar 1991). «Thymosin beta 4 and Fx, an actin-sequestering peptide, are indistinguishable». The Journal of Biological Chemistry 266 (7): 4029-32. PMID 1999398.
- Clauss IM, Wathelet MG, Szpirer J, Islam MQ, Levan G, Szpirer C, Huez GA (Jan 1991). «Human thymosin-beta 4/6-26 gene is part of a multigene family composed of seven members located on seven different chromosomes». Genomics 9 (1): 174-80. PMID 2004759. doi:10.1016/0888-7543(91)90236-8.
- Soma G, Murata M, Kitahara N, Gatanaga T, Shibai H, Morioka H, Andoh T (Oct 1985). «Detection of a countertranscript in promyelocytic leukemia cells HL60 during early differentiation by TPA». Biochemical and Biophysical Research Communications 132 (1): 100-9. PMID 2998351. doi:10.1016/0006-291X(85)90994-5.
- Gondo H, Kudo J, White JW, Barr C, Selvanayagam P, Saunders GF (Dec 1987). «Differential expression of the human thymosin-beta 4 gene in lymphocytes, macrophages, and granulocytes». Journal of Immunology 139 (11): 3840-8. PMID 3500230.
- Friedman RL, Manly SP, McMahon M, Kerr IM, Stark GR (Oct 1984). «Transcriptional and posttranscriptional regulation of interferon-induced gene expression in human cells». Cell 38 (3): 745-55. PMID 6548414. doi:10.1016/0092-8674(84)90270-8.
- Erickson-Viitanen S, Ruggieri S, Natalini P, Horecker BL (Mar 1983). «Distribution of thymosin beta 4 in vertebrate classes». Archives of Biochemistry and Biophysics 221 (2): 570-6. PMID 6838210. doi:10.1016/0003-9861(83)90177-7.
- Pantaloni D, Carlier MF (Dec 1993). «How profilin promotes actin filament assembly in the presence of thymosin beta 4». Cell 75 (5): 1007-14. PMID 8252614. doi:10.1016/0092-8674(93)90544-Z.
- Van Troys M, Dewitte D, Goethals M, Carlier MF, Vandekerckhove J, Ampe C (Jan 1996). «The actin binding site of thymosin beta 4 mapped by mutational analysis». The EMBO Journal 15 (2): 201-10. PMC 449934. PMID 8617195. doi:10.1002/j.1460-2075.1996.tb00350.x.
- Feinberg J, Heitz F, Benyamin Y, Roustan C (May 1996). «The N-terminal sequences (5-20) of thymosin beta 4 binds to monomeric actin in an alpha-helical conformation». Biochemical and Biophysical Research Communications 222 (1): 127-32. PMID 8630056. doi:10.1006/bbrc.1996.0709.
- Safer D, Sosnick TR, Elzinga M (May 1997). «Thymosin beta 4 binds actin in an extended conformation and contacts both the barbed and pointed ends». Biochemistry 36 (19): 5806-16. PMID 9153421. doi:10.1021/bi970185v.
- Malinda KM, Goldstein AL, Kleinman HK (May 1997). «Thymosin beta 4 stimulates directional migration of human umbilical vein endothelial cells». FASEB Journal 11 (6): 474-81. PMID 9194528. doi:10.1096/fasebj.11.6.9194528.
- Chen J, Peterson RT, Schreiber SL (Jun 1998). «Alpha 4 associates with protein phosphatases 2A, 4, and 6». Biochemical and Biophysical Research Communications 247 (3): 827-32. PMID 9647778. doi:10.1006/bbrc.1998.8792.
- Huff T, Ballweber E, Humeny A, Bonk T, Becker C, Müller CS, Mannherz HG, Hannappel E (Dec 1999). «Thymosin beta(4) serves as a glutaminyl substrate of transglutaminase. Labeling with fluorescent dansylcadaverine does not abolish interaction with G-actin». FEBS Letters 464 (1–2): 14-20. PMID 10611475. doi:10.1016/S0014-5793(99)01670-1.
- De La Cruz EM, Ostap EM, Brundage RA, Reddy KS, Sweeney HL, Safer D (May 2000). «Thymosin-beta(4) changes the conformation and dynamics of actin monomers». Biophysical Journal 78 (5): 2516-27. Bibcode:2000BpJ....78.2516D. PMC 1300842. PMID 10777749. doi:10.1016/S0006-3495(00)76797-X.

- Datos: Q7799643